# 天主教欽波特教區
天主教欽波特教區（拉丁語：Dioecesis Cimbotiensis）是秘魯一個羅馬天主教教區，屬特魯希略總教區。
1962年11月26日設自治監督區，1983年4月6日升為教區。
教區位於安卡什大區西部。2006年有教友550,000人（佔轄區總人口84.0%）、卅五個堂區、五十四名司鐸。現任教區主教為安杰洛·西蒙·皮奥诺。